# 郎圖
郎圖（转写：Langtu；1716年—？年，字扶南，鑲黃旗包衣盛德（滿洲）佐領下人。清朝官员。

## 經歷
乾隆十年（1745年）乙丑繙譯科進士。
十二年（1747年）：任正藍旗當月章京、兵部車駕司額外主事。
十四年（1749年）：任兵部堂主事。二月，記名以直隸州知州候補。籤陞甘肅泰州直隸州知州；郎圖個性清淨，絲毫不擾民，公務澄清透明，閒暇時常閉關靜坐，不邀約仕紳，曾說「吾為一州主，視野老與紳士一也。」
其後內調禮部員外郎。轉任京畿道監察御史。
三十五年（1760年）：以京畿道署理掌四川道監察御史，稽查太平倉。
三十六年（1761年）：改署掌貴州道監察御史，稽察內務府事務。
三十七年（1762年）：充巡視天津漕務監察御史；四月奏報山東甲馬營等地有竊盜隨幫上漕船行搶情形，五月奏報捕獲攪擾漕船之賊匪。